# Виктор II Карл Фридрих (Анхалт-Бернбург-Шаумбург-Хойм)
Виктор II Карл Фридрих фон Анхалт-Бернбург-Шаумбург-Хойм (на немски: Viktor II Karl Friedrich von Anhalt-Bernburg-Schaumburg-Hoym; * 2 ноември 1767 в дворец Шаумбург до Лимбург на Лан; † 22 април 1812 също там) от династията Аскани е княз на Анхалт-Бернбург-Шаумбург-Хойм (1806 – 1812).
Той е най-възрастният син на княз Карл Лудвиг фон Анхалт-Бернбург-Шаумбург-Хойм (1723 – 1806) и втората му съпруга му Елеонора (1734 – 1811), дъщеря на княз Фридрих Вилхелм фон Солмс-Браунфелс. През 1806 г. той наследява баща си.
Понеже той няма синове, като княз го наследява неговият 71-годишен чичо Фридрих, който умира същата година. Асканската собственост отива обратно на главната линия Анхалт-Бернбург. Собственостите в Насау, графството Холцапел с Шаумбург, наследява най-възрастната дъщеря на Виктор, която тя занася на фамилията от Австрия. 
Неговата вдовица Амалия фон Насау-Вайлбург се омъжва втори път през 1813 г. за барон Фридрих фон Щайн-Либенщайн цу Бархфелд (1777 – 1849).

## Фамилия и деца
Виктор се жени на 29 октомври 1793 г. във Вайлбург за Амалия (1776 – 1841),  дъщеря на княз Карл Христиан фон Насау-Вайлбург, с която има децата:
- Хермина (1797 – 1817)

∞ 1815 ерцхерцог Йозеф Антон Йохан Австрийски (1776 – 1847)
- Аделхайд (1800 – 1820)

∞ 1817 велик херцог Август фон Олденбург (1783 – 1853)
- Емма (1802 – 1858)

∞ 1823 княз Георг II от Валдек и Пирмонт (1789 – 1845)
- Ида (1804 – 1828)

∞ 1825 велик херцог Август фон Олденбург (1783 – 1853)